# Кубаж, Янис Августович
Янис Августович Кубаж (латыш. Jānis Kubažs; 1905 год — 27 августа 1999 года) — председатель колхоза имени Жданова Рижского района Латвийской ССР. Герой Социалистического Труда (1958).

## Биография
С послевоенных лет — председатель колхоза имени Жданова (позднее — колхоз «Кекава» Рижского района) с центром в селе Катлакалнс Рижского уезда.
Занимался организацией колхозного производства, осваивал выращивание новых сельскохозяйственных культур, развитием птицеводства и животноводства. Провёл мелиорацию заболоченных участков поймы Двины, в результате чего площадь пахотных земель в колхозе увеличилась с 250 гектаров в 1949 году до 453 гектаров в 1953 году и в конце второго года Пятой пятилетки (1951—1955) возросла до 1500 гектаров. Создал кормовую базу из колхозных сельхозугодий, повысив урожайность сена до 40 — 50 центнеров с каждого гектара. В 1957 году колхоз, благодаря грамотной деятельности председателя, получил от каждой несушки в среднем по 117 яиц. Производство свинины возросло в три раза. Поголовье коров удвоилось по сравнению с 1948 годом; надои с каждой продуктивной коровы возросли с 2300 килограмм молока до трёх тысяч. В 1957 году валовой доход колхоза составил более трёх миллионов рублей.
Указом Президиума Верховного Совета СССР от 15 февраля 1958 года удостоен звания Героя Социалистического Труда «за выдающиеся успехи, достигнутые в деле развития сельского хо¬зяйства по производству зерна, картофеля, сахарной свеклы, мяса, молока и других продуктов сельского хозяйства, и внедрение в производство достижений науки и передового опыта» с вручением ордена Ленина и золотой медали Серп и Молот.
Руководил колхозом до выхода на пенсию. Проживал в Рижском районе. Умер 27 августа 1999 года.